# 于永清
于永清（1557年—？），字源潔，號太寰（又号泰寰），山東濟南府青城縣人，民籍，明朝政治人物。

## 生平
萬曆十年（1582年）壬午科山東鄉試第八名舉人，十一年（1583年）中式癸未科會試第二百四十七名，三甲第一百八十九名進士。大理寺觀政，授樂亭縣知縣，丁母憂歸。十九年復除東陽縣知縣，本年行取，选授湖廣道監察御史，二十年巡按宣大，二十一年丁父憂。二十四年復改福建道監察御史，本年巡按陝西，二十七年巡按真定。二十八年巡视戊字庫，本年巡视两关，二十九年巡倉，三十一年降彰德府推官，三十三年京察闲住。

## 著作
著有《四書蒙訓》、《舉業正傳》等。刻有《尚書蒙訓》，藏於家。

## 家族
曾祖于成；祖父于志明；父于奉祖（1507年-1593年），字孝夫，號東湖。嫡母劉氏；生母路氏。具慶下。弟于永昇。子于四賓、于四裳。
子于四裳，孫于重華、于重寅均為進士。